# جون جاكسون (لاعب اتحاد الرغبي)
جون جاكسون (بالإنجليزية: Johan Jackson)‏ هو لاعب اتحاد الرغبي جنوب أفريقي، ولد في 24 يناير 1987 في روستنبرغ في جنوب أفريقيا.

## وصلات خارجية
- جون جاكسون على موقع ItsRugby.co.uk (الإنجليزية)